# دهستان قره‌قویون شمالی
دهستان قره‌قویون شمالی به مرکزیت صوفی یکی از دهستان‌های بخش مرکزی شهرستان شوط در استان آذربایجان غربی در کشور ایران است. 
براساس سرشماری مرکز آمار ایران در سال ۱۳۹۵، جمعیت این دهستان برابر با ۵٬۲۸۴ نفر (۱٬۵۹۲ خانوار) بوده‌است. 